# Xerorchis
Xerorchis je rod orhideja smješten u vlastiti tribus Xerorchideae, dio potporodice Epidendroideae. Postoje dvije vrste, geofiti iz tropske Južne Amerike

## Vrste
1. Xerorchis amazonica Schltr.
2. Xerorchis trichorhiza (Kraenzl.) Garay